# Кабинетная система обучения

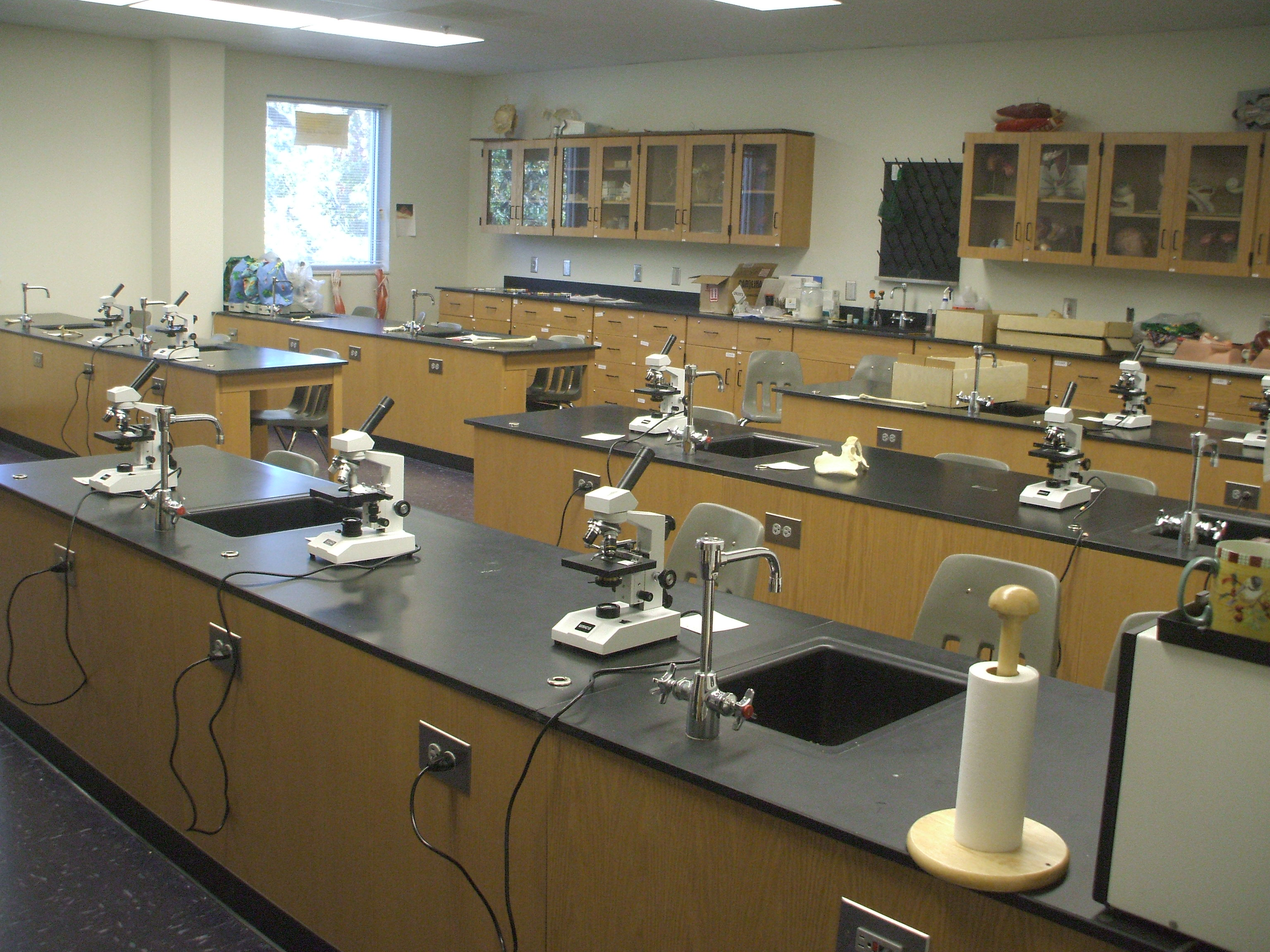
Кабинет химии

Предметно-кабинетная система обучения — организация обучения в общеобразовательных школах, при которой учебные занятия по предметам проводятся в специально оборудованных кабинетах. 
Отвечает уровню современных требований к технической и методической оснащенности школьного урока. В оборудовании кабинета учитывается специфика учебных дисциплин. В каждом кабинете сосредоточена необходимая номенклатура картинных, графических, объемных (муляжи, модели) наглядных пособий, книг (учебники, задачники, хрестоматии, словари и др.), простейших технических средств (фильмоскопы, кодоскопы, эпидиаскопы, киноаппараты) и другое оборудование. 
Предметно-кабинетная система обучения позволяет сосредоточить в одном месте средства, приборы и аппараты, необходимые для эффективного усвоения учащимися содержания учебных дисциплин. В течение учебного дня конкретный класс в полном составе перемещается из одного кабинета в другой.
Альтернативой является классно-кабинетная система, при которой классная комната закрепляется за классом, а учителя-предметники приходят к учащимся и приносят с собой учебные пособия, технические средства и другое демонстрационное оборудование. Техническая оснащённость занятий при такой организации учебного процесса ниже, чем при предметно-кабинетной системе. 
Предметно-кабинетная система — основная в школах России. Она сменила классно-кабинетную ещё в советский период (в 1960-е годы) и внедрена во многих странах, например в Германии.